# Totò
Totò, vlastním jménem Antonio Focas Flavio Angelo Ducas Comneno De Curtis di Bisanzio Gagliardi (15. února 1898 – 15. dubna 1967) byl italský komik, herec, zpěvák a autor písní. Hvězdou se stal již ve 40. letech 20. století, jeho kariéra kulminovala v letech padesátých, kdy natočil řadu filmů s vlastním uměleckým jménem v názvu. Byl šlechtického původu. V Itálii patří k nejpopulárnějším umělcům všech dob, čehož důkazem je, že v anketě Největší Ital všech dob (obdoba britských Great Britons či našeho Největšího Čecha) obsadil páté místo. Jeho komika navazovala na tradiční italskou commedii dell'arte. Byl obsazován i do vážných děl, v závěru jeho života si ho oblíbil například kontroverzní italský režisér Pier Paolo Pasolini.

## Filmografie
- Fermo con le mani! (1937)
- Animali pazzi (1939)
- San Giovanni decollato (1940)
- L'allegro fantasma (1941)
- Due cuori fra le belve (1943)
- Il ratto delle Sabine (1945)
- I due orfanelli (1947)
- Fifa e arena (1948)
- Totò al giro d'Italia (1948)
- I pompieri di Viggiù (1949)
- Yvonne la nuit (1949)
- Totò cerca casa (1949)
- Totò le Mokò (1949)
- L'imperatore di Capri (1949)
- Totò cerca moglie (1950)
- Napoli milionaria (1950)
- Figaro qua, Figaro là (1950)
- Le sei mogli di Barbablù (1950)
- Tototarzan (1950)
- Totò sceicco (1950)
- 47 morto che parla (1950)
- Totò terzo uomo (1951)
- Sette ore di guai (1951)
- Guardie e ladri (1951)
- Totò e i re di Roma (1952)
- Totò a colori (1952)
- Dov'è la libertà? (1952)
- Totò e le donne (1952)
- L'uomo, la bestia e la virtù (1953)
- Un turco napoletano (1953)
- Una di quelle (1953)
- Il più comico spettacolo del mondo (1953)
- Questa è la vita (1954)
- Miseria e nobiltà (1954)
- Tempi nostri - Zibaldone N.2 (1954)
- I tre ladri (1954)
- Il medico dei pazzi (1954)
- Totò cerca pace (1954)
- L'oro di Napoli (1954)
- Totò all'inferno (1955)
- Totò e Carolina (1955)
- Siamo uomini o caporali? (1955)
- Racconti romani (1955)
- Destinazione Piovarolo (1955)
- Il coraggio (1955)
- La banda degli onesti (1956)
- Totò, lascia o raddoppia? (1956)
- Totò, Peppino e la... malafemmina (1956)
- Totò, Peppino e i fuorilegge (1956)
- Totò, Vittorio e la dottoressa (1957)
- Totò e Marcellino (1958)
- Totò, Peppino e le fanatiche (1958)
- Gambe d'oro (1958)
- I soliti ignoti (1958)
- Totò a Parigi (1958)
- La legge è legge (1958)
- Totò nella luna (1958)
- Totò, Eva e il pennello proibito (1959)
- I tartassati (1959)
- I ladri (1959)
- Arrangiatevi! (1959)
- La cambiale (1959)
- Noi duri (1960)
- Signori si nasce (1960)
- Totò, Fabrizi e i giovani d'oggi (1960)
- Letto a tre piazze (1960)
- Risate di gioia (1960)
- Chi si ferma è perduto (1960)
- Sua Eccellenza si fermò a mangiare (1961)
- Totò, Peppino e...la dolce vita (1961)
- Totòtruffa 62 (1961)
- I due marescialli (1962)
- Totò diabolicus (1962)
- Totò contro Maciste (1962)
- Totò e Peppino divisi a Berlino (1962)
- Lo smemorato di Collegno (1962)
- Totò di notte n. 1 (1962)
- I due colonnelli (1962)
- Il giorno più corto (1963)
- Totò contro i quattro (1963)
- Il monaco di Monza (1963)
- Le motorizzate (1963)
- Totò e Cleopatra (1963)
- Totò sexy (1963)
- Gli onorevoli (1963)
- Il comandante (1964)
- Totò contro il pirata nero (1964)
- Che fine ha fatto Totò Baby? (1964)
- Le belle famiglie (1964)
- Totò d'Arabia (1965)
- Gli amanti latini (1965)
- La mandragola (1965)
- Rita, la figlia americana (1965)
- Uccellacci e uccellini (1966)
- Operazione San Gennaro (1966)
- Le streghe (1967)
- Capriccio all'italiana (1967)